# 랜스 암스트롱
랜스 에드워드 암스트롱(영어: Lance Edward Armstrong, 1971년 9월 18일 ~ )은 미국의 전 프로 사이클 선수이다. 그는 암을 극복하고 사상 최초로 7년 연속(1999년~2005년) 투르 드 프랑스를 우승하면서 이전의 기록이었던 5회 우승 기록을 갈아치우는 등 많은 찬사를 받은 선수였으나, 도핑 위반 혐의가 드러나 모든 기록을 박탈당하고 사이클계에서 영구 추방되었다.

## 생애
텍사스주 플레이노에서 태어난 그는 어린 시절을 어렵게 살았다. 그가 태어났을 당시 그의 부모는 10대의 어린 나이였으며, 부부 관계가 좋지 못했다. 결국 그의 부모는 랜스가 2살 때 이혼했고, 그의 양육권은 모친이 가져갔다. 그 후 모친은 테리 암스트롱과 재혼했고, 생부가 그의 친권을 포기하고 그는 암스트롱 집안에 입적되어 계부의 성인 암스트롱 성씨를 쓰게 되었다. 모친과 재혼한 계부와의 관계도 악화되어 모친은 다시 이혼을 했고, 랜스 암스트롱은 편모 슬하에서 어렵게 살며 운동을 했다.
항간에는 어린 암스트롱 형제와 자전거 경매에 대한 감동적인 이야기가 널리 알려져 있지만, 이는 아름답게 윤색된 유럽의 동화에 그의 이름을 갖다 얹은 것일 뿐, 그의 어린 시절하고는 아무런 관계가 없다. 어머니 린다의 거듭된 결혼 실패로 랜스는 같이 살며 지내던 형제가 없는 외동이로 자랐으며, 그의 생부는 다른 여성과 재혼한 후 다시 자녀를 보아 그에게 아버지가 다른 이복 형제가 있기는 하나, 그는 그의 생부 및 이복 형제와 만나지 않았다. 그가 어린 시절부터 트라이애슬론을 거쳐 사이클 영재로 성장할 수 있었던 배경은 전적으로 어머니의 헌신적인 지원 덕분이었다.
청소년 시절부터 텍사스주 대표 선수로 청소년 트라이애슬론 경기에서 두각을 나타내어 주목받기 시작했고, 결국 전문 사이클 선수가 되기로 했다. 모토로라 사이클 팀에 입단했고, 이후 미국 국가대표로 선발되어 노르웨이 오슬로에서 열린 1993년 세계 선수권 대회 개인도로 부문에서 우승했다. 그 후 유럽에 기반을 두고 활동하며, 유럽 선수들이 주도하는 도로 사이클계에서 좋은 활약을 펼치는 미국 선수로 주목받았다.
이런 가운데 1996년 10월 갑자기 고환이 커지는 등 건강에 이상 징후를 보여 진단을 받은 결과 고환암과 세포 종양이 뇌와 폐로 퍼진 사실을 알게 되었다. 그는 일단 모든 선수 활동을 중단하고 암치료를 위해 수술을 받고 화학 요법을 병행하여 그 다음해 완치가 되었다.
중병으로 투병한 전력 때문에 다시 전문 선수로 일어서기 어려울 것이라는 우려를 깨고, 그는 재활 훈련을 하여 1998년 선수로 복귀하고 미국 우편 공사 팀에 입단했다. 이후 1999년 ~ 2005년 투르 드 프랑스에 사상 최초로 7연속 우승하는 대기록을 세웠다. 1999년 그는 ABC가 선정한 올해의 세계운동선수로 선정되었고, 2002년 <<스포츠 일러스트레이티드 Sports Illustrated>> 잡지는 그를 올해의 남자 스포츠 선수로 뽑기도 했다. AP 통신은 2002년, 2003년, 2004년, 2005년 그를 올해의 선수로 ESPN이 주관하는 ESPY 시상식에서는 2003년부터 2006년까지 그를 수상자로 지목하는 등 미국 최고의 스포츠 선수 중 하나로 많은 찬사를 받았다. 2005년 시즌부터 미국 우편 공사 팀이 디스커버리 채널 팀으로 스폰서가 변경되어, 그는 디스커버리 채널 유니폼을 입고 경기를 펼쳤고(2007년 다시 미국 우편 공사로 변경됨) 그는 2005년 투르 드 프랑스에서 통산 7회 우승한 후 7월 24일 그는 선수생활을 그만 두고 은퇴한다고 발표했다.
이후 암스트롱은 자신이 설립한 재단 활동과 기타 스포츠 행사에 모습을 드러냈다. 특히 자신의 암 투병 경험을 살려, 암 치료와 회복을 위한 재단 활동에 적극적으로 나섰다. 2007년 앤드리 애거시, 무하마드 알리, 앤드리아 예거, 알론조 모닝, 제프 고든 등의 스포츠 선수들과 "애슬리츠 포 호프"(Athletes for Hope) 재단을 설립했으며 수많은 시민들의 봉사 활동 및 후원을 받게 됐다.
랜스 암스트롱은 2008년 9월 9일 현역 복귀를 선언했으며 카자흐스탄의 아스타나 팀에 입단했다. 아스타나 팀 소속으로 2009 투르 드 프랑스 대회에서 3년의 공백에도 불구하고 3위를 차지하였다. 2010년 시즌, 라디오셱 팀으로 소속팀을 옮기며 계속 활약하지만, 도핑 논란이 부각되면서 큰 어려움에 처하기 시작한다. 결국, 2012년 그는 도핑 혐의를 인정하고 이전의 기록이 삭제되고 사이클 계에서 영구 퇴출되는 수모를 겪게 된다..

## 도핑 의혹과 영구제명
암스트롱은 이미 암에서 완치된 후 복귀할 때부터 도핑 의혹에 시달렸다. 프랑스 등 유럽 언론들은 그의 도핑 의혹을 끊임없이 제기했으나, 미국 쪽에서는 사이클 계를 주도하는 유럽의 편견과 음모라며 이런 의혹을 일축했다. 그러나 2010년 팀 동료 플로이드 랜디스가 암스트롱이 금지약물인 에리트로포이에틴(EP0)과 테스토스테론을 투약하는 사실을 목격했다고 증언해 도핑 의혹이 다시 크게 부각되었고 이로 인해 2년 가까이 미 연방 경찰의 내사를 받으며 지루한 법정 공방이 계속되었으나, 기소 없이 수사가 종결되었다. 또한 2004년 올림픽 금메달리스트였지만 도핑 혐의로 메달을 박탈당한 또다른 팀 동료 타일러 해밀튼은 2011년 CBS 방송 프로그램 〈60분〉에 출연해 암스트롱의 도핑 사실을 고발했으며 2012년에는 자신의 저서 《비밀의 레이스》에서 암스트롱이 투르 드 프랑스 출전에 앞서 금지약물을 투약했다고 폭로했다.
법정에서는 기소 없이 수사가 종결되었으나, 도핑을 했다는 증언이 계속되면서, 암스트롱은 2012년 8월 24일 오랫동안 진행된 도핑혐의에 대한 법정공방을 포기하고 미국반도핑기구(USADA)의 영구 제명 징계를 받아들였다. 그리고 2012년 10월, 국제 사이클 연맹(UCI)은 최종적으로 암스트롱이 1998년 8월 1일부터 대회에서 세운 모든 성적을 박탈하는 처분을 내려, 그의 투르 드 프랑스 7회 우승 기록도 모두 삭제되었고, 동시에 사이클 선수 자격을 영구히 제명하여 그는 국제 사이클 계에서 완전히 퇴출되었다. 2013년 1월에는 국제 올림픽 위원회(IOC)에서 2000년 하계 올림픽 당시 획득한 동메달도 박탈한다고 발표했다.
그 후 미국 정부는 도핑으로 실력을 속이고 1998∼2004년 미국우편공사로부터 후원금을 받은 암스트롱에게 최대 1억2,000만달러(약 1,300억원)를 배상하라는 소송을 제기하였다.

## 같이 보기
- 도핑